# Pötting (Austria)
Pötting – miejscowość i gmina w Austrii, w kraju związkowym Górna Austria, w powiecie Grieskirchen. Liczy 535 mieszkańców.